# Väg- och vattenbyggnad
Väg- och vattenbyggnad, alternativt väg- och vattenbyggnadsteknik eller förr väg- och vattenbyggnadskonst, betecknar ett tekniskt område, men är framför allt den traditionella beteckningen på i princip all civilingenjörsutbildning med bygginriktning i Sverige. Civilingenjörsutbildningen ges under detta namn vid Luleå tekniska universitet (LTU) och Lunds tekniska högskola (vid Lunds universitet). Vid Kungliga Tekniska högskolan (KTH) finns byggnadstekniska inriktningar inom civilingenjörsutbildningen Samhällsbyggnad, vid LTU även inom utbildningarna Arkitektur och Naturresursteknik och vid Mälardalens högskola (MDH) inom utbildningen Samhällsteknik. Vid Chalmers tekniska högskola startade hösten år 2015 första årskursen i civilingenjörsprogrammet Samhällsbyggnadsteknik, vilket är en moderniserad ersättare till det äldre programmet Väg- och vattenbyggnad.
Svenska Väg- och Vattenbyggares Riksförbund bytte år 2013 namn till Samhällsbyggarna.
Som ämnes- eller verksamhetsbenämning betecknar väg- och vattenbyggnad i huvudsak infrastrukturbyggen av vägar, järnvägar, broar, hamnar och liknande anläggningar, till skillnad mot husbyggnad. På grund av civilingenjörsutbildningarnas benämning förekommer det även att väg- och vattenbyggnad utnyttjas som allmän synonym till området byggteknik.
Det engelskspråkiga begreppet civil engineer markerar inte en viss akademisk examensnivå, utan syftar på en ingenjör som är utbildad i väg- och vattenbyggnadsteknik, det vill säga det civila samhällets behov av vägar, broar, byggnader med mera. Motsvarande gäller en rad andra språk, t.ex. franska, spanska och italienska.

## Historik
Den halvmilitära Väg- och vattenbyggnadskåren bildades 1851, och samma år startades Civilingenjörskursen vid Högre artilleriläroverket i Stockholm, på militärområdet Marieberg, för att utbilda ingenjörer för kåren. Dessa ingenjörer var samtidigt reservofficerare. Beteckningen civilingenjör var fullt logisk, eftersom de övriga eleverna vid Högre artilleriläroverket var officerare, och motsvarar det engelskspråkiga begreppet civil engineering, som än idag är motsvarigheten till väg- och vattenbyggnadsteknik. Vid mitten av 1800-talet skedde ett ekonomiskt uppsving i Sverige, samtidigt som byggande av järnvägar, telegraflinjer och kanaler tog fart, vilket ledde till ett ökat behov av ingenjörer för att leda denna byggnadsverksamhet. Således ägnade sig de tidiga väg- och vattenbyggarna verkligen åt att bygga vägar/järnvägar och att bygga vid och över vatten. Husbyggnad sågs inte på samma sätt kräva särskilt utbildade ingenjörer, utan kunde hanteras av arkitekter och praktiskt skolade byggmästare.
1858 infördes ämnena väg- och vattenbyggnadskonst samt allmän byggnadslära och husbyggnadskonst vid Teknologiska institutet (senare känt som Kungliga Tekniska högskolan) i Stockholm. I samband med att Teknologiska institutet 1867 fick nya stadgar inrättades en fackskola för väg- och vattenbyggnadskonst med treårig lärokurs och 1871 tog Teknologiska institutet över den verksamhet som hade bedrivits vid Högre artilleriläroverket, samtidigt som beteckningen civilingenjör följde med. 1877, då Teknologiska institutet bytte namn till Kungliga Tekniska högskolan (KTH), förlängdes lärokursen för väg- och vattenbyggare till 4 år, samtidigt som ämnet fick sin första professur och även arkitektutbildning infördes vid KTH.
I början av 1900-talet infördes beteckningen väg- och vattenbyggnad även på den treåriga byggnadstekniska utbildningen vid Chalmers tekniska institut, som tidigare betecknats husbyggnad, och som förlängdes till fyra år när Chalmers 1937 blev teknisk högskola och fick rätt att utfärda civilingenjörsexamina.
Väg- och vattenbyggnad har därefter fortsatt att vara den vanliga beteckningen på civilingenjörsutbildning med byggnadsinriktning, även när den inriktas på exempelvis husbyggnad, byggnadsekonomi, energiteknik eller miljöteknik.